# Lake Matthieu
Der Lake Matthieu oder Miracle Lake war ein natürlich entstandener Stausee am Layou River, 6 Kilometer östlich der Mündung bei Layou in Dominica. Er bestand von 1997 bis 2011. Er lag auf einer Höhe von 160 Metern über dem Meeresspiegel. Am 28. Juli 2011 brach der Damm und der See lief trocken.

## Geschichte
Im Hinterland von Dominica bestehen große Gebiete aus Tuffstein und Vulkanasche. In einem dieser Gebiet, im Tal des Matthieu River haben sich immer wieder Erdrutsche ereignet. Seit 1988 gibt es darüber Aufzeichnungen. Größere Erdrutsche erfolgten 1995 und ein Erdrutsch am 18. November 1997 blockierte erstmals das Tal des Layou River und bildete einen Stausee, der eine Höhe von ca. 20 m (60 ft) erreichte, bevor er am 21. November wieder brach und ca. 1.135.000 m³ Wasser ins Tal ergoss. Bereits am 25. November ereignete sich ein noch größerer Erdrutsch, bei dem das Tal des Layou River endgültig aufgestaut wurde. Noch einmal brach dieser Damm, der eine Höhe von ca. 60 m (200 ft) erreicht hatte am 28. November, füllte sich jedoch danach wieder, wodurch der Lake Matthieu entstand. Der See entwickelte sich zu einer Touristenattraktion. Erst am 28. Juli 2011 brach der Damm wieder und der See lief trocken bis auf einige Tümpel. Er bestand 13 Jahre, 8 Monate und 3 Tage.
Beim Dammbruch wurde das 16 Meter lange Mittelstück der Gleau Chand Bridge zerstört. Da es eine gute Überwachung gab, wurde durch die austretenden Wassermassen kein Mensch verletzt, nur verschiedene landwirtschaftliche Flächen wurden beschädigt, dafür vergrößerte sich der Strand von Layou.

## Geographie
Der Damm entstand etwas unterhalb des Zusammenflusses Layou River und Matthieu River, von denen er auch gespeist wurde. Er erreichte eine Tiefe von 140 ft (43 m) und fasste ca. 350 mio. gallons (~ 1,135 mio m³) Wasser.